# روموئالدو گیلیونه
روموئالدو گیلیونه (ایتالیایی: Romualdo Ghiglione; ۲۵ فوریهٔ ۱۸۹۱ – ۱۲ مارس ۱۹۴۰) ژیمناست هنری اهل ایتالیا بود.